# Berndt Jordt
Berndt Jordt (* 12. Juli 1954 in Flensburg) ist ein ehemaliger deutscher Fußballspieler.

## Laufbahn
Jordt spielte zunächst beim VfB Nordmark Flensburg. Von 1972 bis 1976 stand er in Diensten von Flensburg 08 und stieg mit der Mannschaft 1974 in die Oberliga auf. Er wechselte im Vorfeld der Saison 1976/77 zu Holstein Kiel. 1978 gelang dem Mittelfeldspieler mit Holstein der Aufstieg in die 2. Fußball-Bundesliga auf. Jordt kam bis zum Zweitligaabstieg 1981 auf 115 Einsätze in der zweithöchsten deutschen Spielklasse und wurde damit der Kieler mit den meisten Zweitligapartien. Jordt brachte es in der 2. Bundesliga auf elf Treffer. Insgesamt bestritt er für Holstein zwischen 1976 und 1985 274 Spiele. Nach seinem Weggang aus Kiel spielte er wieder für Flensburg 08, später für Holstein Kiels Traditionself.
Als Mitglied der Landesauswahl Schleswig-Holsteins traf er im Vorfeld der Weltmeisterschaft 1978 in einem Freundschaftsspiel auf die bundesdeutsche Nationalmannschaft, die ein Trainingslager in Malente abhielt. Jordt erzielte in dem Spiel ein Tor.